# Affaire Makomé M'Bowolé
L'affaire Makomé M'Bowolé est une affaire judiciaire consécutive à la mort de Makomé M'Bowolé, tué à bout portant d'une balle dans la tête par l'inspecteur Pascal Compain. Les faits ont lieu le 6 avril 1993, au commissariat des Grandes-Carrières, dans le 18e arrondissement de Paris. Le policier déclare avoir tiré par accident, alors qu'il tentait d'intimider le suspect pour obtenir des aveux, pensant son arme déchargée. L'inspecteur Pascal Compain, 38 ans, accusé de l'homicide volontaire de Makomé M'Bowolé, a été condamné le 15 février 1996 à 8 ans de réclusion criminelle par la cour d'assises de Paris pour violence volontaire ayant entrainé la mort sans l'intention de la donner,.
L'affaire a un large retentissement dans les journaux, notamment parce que les témoins alors présents se déclarent habitués de l'intimidation en utilisant des armes à feu déchargées ou des pistolets à grenaille,. Les faits sont mentionnés dans un rapport d'Amnesty International. L'affaire et les trois jours d'émeutes qui ont suivi cette violence policière, avec pillages et affrontements entre bandes et forces de police en plein cœur de Paris, inspireront Mathieu Kassovitz pour son film La Haine, sorti en 1995.

## Les faits
Vers 4 h 30 du matin, Makomé M'Bowolé (17 ans) et ses deux amis, Ibrahim Kamara et Alioum Gaye, s’enfuient, les bras chargés de cartouches de cigarettes Dunhill.
Arrêtés, ils sont menés au commissariat, où ils avouent un vol à la roulotte dans une camionnette. Le parquet ordonne la levée de la garde à vue en fin de matinée. Les suspects sont relâchés à l'exception de Makomé M'Bowolé.
L’inspecteur Compain pense pouvoir faire craquer le suspect et extorquer un aveu de vol avec effraction. Furieux de ne pas y parvenir, il sort d’un tiroir son 38 Manurhin « pour lui faire peur ». À 16 h 30, M'Bowolé est tué d'une balle dans la tête à bout touchant appuyé. Guirec Blochet, inspecteur stagiaire, et l'inspecteur Thierry Guigno sont témoins de la scène, mais ne tentent pas de désarmer l'inspecteur Compain, pensant à une simple intimidation, pratique courante selon le témoignage de Thierry Guigno à l'IGPN.
Le commissaire José Ruiz, qui, attiré par les « éclats de voix », était passé sur la scène du crime cinq minutes avant le coup de feu, a été suspendu de ses fonctions pendant quatre mois.

## Le procès
Le procès s'ouvre le 12 février 1996, soit trente-quatre mois après les faits, devant la cour d'assises de Paris. La défense plaide pour une sanction similaire aux 2 ans fermes infligés au CRS Gilles Burgos pour avoir abattu « sans motif légitime » un peintre-carrossier le 4 juillet 1986. Elle affirme aussi que la victime a déclenché elle-même l'arme en se débattant.
L'inspecteur Compain est condamné à huit ans de prison pour violences volontaires ayant entraîné la mort sans intention de la donner, ce qui est à l'époque la condamnation la plus lourde infligée à un policier. La cour a disqualifié les faits puisque l'inspecteur Compain était accusé d'« homicide volontaire » (infraction passible de trente ans de réclusion), et est allée en-deçà des réquisitions du Parquet qui demandait une peine de dix ans.

## Filmographie
- La Haine, film français emblématique sur la banlieue réalisé par Mathieu Kassovitz sorti en 1995, inspiré de l'affaire.